# Mario Fiorillo
Mario Fiorillo (* 16. Dezember 1962 in Neapel) ist ein ehemaliger italienischer Wasserballspieler. 

## Sportliche Karriere
Fiorillo gehörte von 1980 bis 1988 und von 1991 bis 1996 zur ersten Mannschaft des neapolitanischen Vereins Circolo Nautico Posillipo und war an sieben Meisterschaftsgewinnen von 1985 bis 1996 beteiligt.
Bei den Olympischen Spielen 1984 und 1988 belegte Fiorello mit der italienischen Mannschaft jeweils den siebten Platz. Bei den Olympischen Spielen 1992 in Barcelona gewannen die Italiener die Goldmedaille. 1993 gewann die italienische Mannschaft den Weltcup und den Europameistertitel, 1994 folgte der Weltmeistertitel, nachdem Fiorillo 1986 bereits Vizeweltmeister geworden war.